# Knabstrupper
Knabstruppern är en hästras från Danmark som har fått sitt namn efter godset Knabstrup på nordvästra Själland. Den karaktäriseras av den prickiga färgen, kallad tigrerad och är populär som ridhäst både för barn och vuxna och även inom cirkusen. 

## Historia
Knabstruphästen härstammar från tiden för napoleonkrigen, närmare bestämt från år 1812, då en fången spansk officer lär ha sålt sitt tigrerade sto till en dansk slaktare vid namn Flæbe. Stoet kallades därför "Flæbehoppen" (Flæbes sto) och var troligtvis en ättling till de berömda spanska hästarna. Flæbehoppen såldes vidare till en dansk domare vid namn Lunn som var ägare till godset Knabstrup på norra Själland. Där användes stoet som avelssto och blev eftersökt på grund av sin snabbhet och uthållighet, samt att hennes avkommor ofta ärvde den prickiga färgen. 
År 1808 betäcktes Flæbehoppen med en hingst av rasen Fredriksborgare och blev stammor till en linje med tigrerade hästar, huvudsakligen genom sin sonson Mikkel. Mikkel är numera betraktad som rasens stamfader. Under 1880-talet såldes godset och Knabstruphästen började minska i antal fram till 1933, då en dansk veterinär grundade ett avelssällskap på Själland år 1947. Avelsföreningen arbetade för att kunna bevara den tigrerade hästen och kallades "Foreningen til Knabstrupperavlens Fremme i Holbæk Amt". Föreningens arbete var lyckat och ledde till att Knabstruphästen började öka i antal. Avelssällskapet födde senare upp några kända knabstrupper, till exempel hingsten Max som år 1938 knäböjde inför den danske kung Kristian X.
Vid mekaniseringen av lantbruket och även transporten, minskade antalet hästar över hela världen markant, när efterfrågan på hästen minskade och så gick det även för knabstruppern. Man började inse att för att rädda rasen, blev man tvungen att bilda en landstäckande förening. 1970 bildades "Knabstrupperforeningen for Danmark". Idag innehar Knabstrupperforeningen for Danmark den ursprungliga stamboken för Knabstrupperrasen och är därmed att betrakta som officiellt EU-moderförbund för rasen. Idag räknas denna hästras till barockhästarna.

## Egenskaper
Knabstruphästens mest utmärkande kännetecken är den prickiga färgen, kallad tigrerad eller "tiger", då många knabstrupperhästar har vit botten med mörkt bruna eller svarta prickar. Det finns knabstrupperhästar i alla tigrerade färgmönster, men även "vanligt" enfärgade. Skäckar och skimlar är inte tillåtna i aveln och för att fastställa den tigrerade färgen tas blodpover från de hästar som inte visar någon tigrering.
Den moderna knabstruppern har ett litet, attraktivt huvud med den typiska vita scleran (ögonvitan) runt irisen och fläckat skinn (syns runt ögonen, på mulen och under svansen). Nosprofilen är ofta konvex (utåtbuktande). Halsen brukar vara kort, ganska tjock och lätt välvd medan bogen är rak. Ryggen kan ibland vara lång och rak och rejält bred. Länderna brukar vara muskulösa och benen korta och starka. 
Knabstruppern avlas efter fyra olika typer – sporttyp, klassisk typ, ponnytyp och miniatyrponnytyp. Sporttypen är atletisk och framavlad för ridsport som hoppning och dressyr och kan förädlas bland annat genom att korsa med danska varmblod och Trakehnerhästar. Den klassiska typen är en mellankort häst med rundare former, högre resning och högre rörelser, den används bland annat inom barockridning. Ponnytypen är populär bland barn, och används som ridhäst för barn. Miniatyrponnytypen är den minsta, som alltid är under 104 cm och används som ridhäst för barn och till showinslag och agility.